# CKIX-FM
CKIX-FM ist ein englischsprachiger Hörfunksender aus St. John’s, Neufundland und Labrador, Kanada. Der Sender sendet auf der Frequenz 99.1 MHz mit einer Leistung von 100.000 Watt. Gesendet wird ein Contemporary-Hit-Radio-Format. Der Sender wird von Newcap Radio betrieben.

## Geschichte
Der Sender begann mit der Ausstrahlung durch CHUM Limited am 15. Oktober 1983. Anfangs wurde Country Music unter dem Rufzeichen CKIX-FM und dem Sendernamen „Country 99 FM“ gesendet. Ende der achtziger Jahre unter dem Sendernamen „KIX Country“. Newcap übernahm den Sender und seinen Schwestersender CJYO von CHUM Limited 1989. Durch die Übernahme wurde der Markenname „KIXX Country“ eingeführt. Die Sendestudios sind 1991 von der Duckworth Street in die 208 Kenmount Road umgezogen. Heute befindet sich in dem Gebäude das Capital Hotel.